# Stadtbus Bludenz
Der Stadtbus Bludenz ist der Kern des öffentlichen Personennahverkehrs (ÖPNV) in der Stadt Bludenz. Er ist Teil des Verkehrsverbund Vorarlberg.

## Geschichte
Der Stadtbus Bludenz begann seinen Betrieb am 21. März 1997.

## Linienführung
Mit ursprünglich nur drei Linien ist der Stadtbus Bludenz der Stadtbus Vorarlbergs mit den wenigsten Linien. Eine vierte Linie wurde mit dem Fahrplanwechsel 2022/23 eingeführt. Zudem wurden alle einstelligen Nummern durch dreistellige ersetzt.
| Linie (ab Dez. 2022) | Linie (bis Nov. 2022) | Verlauf                                                         | Takt Werktags | Takt Samstags | Takt an Sonn- und Feiertagen |
| -------------------- | --------------------- | --------------------------------------------------------------- | ------------- | ------------- | ---------------------------- |
| 501                  | 1                     | Bahnhof – Krankenhaus – Seilbahn Muttersberg – Obdorf – Bahnhof | 30 min        | 30 min        | 60 min                       |
| 502                  | 2                     | Bahnhof – Spritzerbau – Brunnenfeld – Beim Kreuz – Bahnhof      | 60 min        | 60 min        | 60 min                       |
| 503                  | 3                     | Bahnhof – Stadion – Rungelin – Bahnhof                          | 30 min/60 min | 60 min        | –                            |
| 504                  | –                     | Bürs Schesa – Bludenz Bahnhof – VAL BLU/Stadion                 | 60 min        | 60 min        | 60 min                       |

(Stand: 24. November 2023)